# Barry Pinches
Barry Thomas Pinches (* 13. Juli 1970 in Old Catton, Norwich) ist ein englischer Snookerspieler. 1988 wurde er englischer Amateurmeister und war danach von 1989 bis 2023 mit zwei Unterbrechungen insgesamt 29 Jahre Profispieler. Mitte der 2000er Jahre stieg er bis auf Platz 18 der Weltrangliste. Sein größter Erfolg als Profi war 2010 der Sieg beim PTC-Turnier in Sheffield, einem Minor-Ranking-Turnier.

## Karriere

### Anfänge und erste Profijahre
Mitte der 1980er-Jahre stieg Pinches zu einem der führenden englischen Juniorenspieler und später zu einem der führenden Amateure des Vereinigten Königreichs auf. Nachdem er 1986 gegen James Wattana die englische U19-Meisterschaft gewonnen hatte, verlor er 1987 im Finale der Pontins Spring Open gegen Stefan Mazrocis. Nachdem er im selben Jahr noch das Viertelfinale der U21-Weltmeisterschaft erreicht hatte, gewann er 1988 mit einem Finalsieg über Craig Edwards die English Amateur Championship, die damals britische, eigentlich aber englische Meisterschaft. Bei der anschließenden Amateurweltmeisterschaft erreichte er erneut das Endspiel, musste sich aber diesmal James Wattana geschlagen geben. Auch die Titelverteidigung bei der English Amateur Championship scheiterte 1989 erst im Endspiel gegen Nigel Bond. Hinzu kamen zwei Halbfinalniederlagen bei der englischen U19-Meisterschaft und bei den Dutch Open. Nachdem er bereits seit 1987 versucht hatte, sich über die WPBSA Pro Ticket Series für die Profitour zu qualifizieren, reichten in der Gesamtschau seine Ergebnisse auf Amateurebene aus um 1989 Profispieler zu werden.
In seinen ersten beiden Profisaisons konnte Pinches recht gute Ergebnisse liefern. Trotz häufiger früher Niederlag erreichte er einige Male die Hauptrunde wichtiger Ranglistenturniere. Zweimal, bei den Hong Kong Open 1989 und bei der prestigeträchtigen Snookerweltmeisterschaft 1991, zog er in die Runde der Letzten 32 ein, bei einem anderen Profiturnier ohne Einfluss auf die Weltrangliste sogar ins Achtelfinale. Auf der Weltrangliste konnte er sich bereits in dieser Zeit in den Top 100 halten; Mitte 1991 belegte er Rang 73. Danach verschlechterten sich Pinches’ Ergebnisse. Weil alle Turniere durch die Öffnung der Profitour für alle interessierten Spieler mehr Teilnehmer hatten, darunter auch viele talentierte bisherige Amateure, stieg der Konkurrenzdruck für Pinches. In der Folge schied er fast immer in der Qualifikation aus. Nur selten gelangen ihm Ergebnisse wie eine Hauptrundenteilnahme beim Grand Prix 1993 oder eine Teilnahme an der finalen Qualifikationsrunde der Snookerweltmeisterschaft 1995. Seinen Platz in den Top 100 konnte er daher nicht halten; Mitte 1992 belegte er nur noch Rang 132.
Die Wende kam 1995: Pinches erreichte in den beiden folgenden Spielzeiten wieder einige Male die Hauptrunde der Ranglistenturniere. Bei den Thailand Open 1996 reichte es sogar für eine Runde der Letzten 32. Dadurch kehrte er wieder in die Top 100 der Weltrangliste zurück. Nach Platz 79 wurde er Mitte 1997 auf Rang 83 geführt. Zu diesem Zeitpunkt gab es aber eine Modusänderung auf die Profitour, die auf einige Dutzend Spieler begrenzt wurde; alle anderen mussten in der zweitklassigen UK Tour spielen. Viele beendeten ihre Karriere. Da sich nur die Top 64 der Weltrangliste direkt für die erstklassige Profitour qualifizierten, stand Pinches Profistatus wieder in Frage. Danach probierte er beider WPBSA Qualifying School sein Glück und kam direkt im ersten Event sogar ins Entscheidungsspiel, wo er sich aber Peter Lines geschlagen geben musste. Am Ende verlor der Engländer seinen Main-Tour-Platz und musste stattdessen an der UK Tour 1997/98 teilnehmen, um seine Karriere fortsetzen zu dürfen. Während er bei den eigentlichen UK-Tour-Events eher mittelmäßige Ergebnisse erzielte, drang er in der Qualifikation der Snookerweltmeisterschaft, an der auch die Spieler der UK Tour teilnehmen konnte, bis in die sechste Qualifikationsrunde vor. In der Folge kehrte er nach einem Jahr wieder in die erstklassige Profitour zurück.

### Aufstieg bis auf Platz 18
In den folgenden drei Jahren erzielte Pinches vor allem bei Turnieren ohne Einfluss auf die Weltrangliste gute Ergebnisse, darunter bei zwei Ausgaben des Merseyside Professionals und auf der UK Tour 1998/99, an welcher er zur Absicherung seiner Spielberechtigung für die erstklassige Profitour teilnahm. Mit einer Achtelfinalteilnahme beim Grand Prix 1999 und Teilnahmen an den finalen Qualifikationsrunden der UK Championship 2000 sowie der Snookerweltmeisterschaft 2001 gelangen Pinches aber auch wieder Achtungserfolge bei Ranglistenturnieren.
Diese führten ihn bis 2001 auf Rang 82 der Weltrangliste, womit er in etwa wieder das Niveau von 1997 erreicht hatte. Doch diesmal stagnierte seine Formkurve nicht: während der nächsten Saison erreichte er mehrere Hauptrunden, wodurch er sich auf Platz 52 der Weltrangliste verbessern konnte. Zwischenzeitlich hatte er in der Qualifikation der Welsh Open 2000 gegen Ex-Weltmeister Joe Johnson das einzige Maximum Break seiner Karriere gespielt. Jahre später verpasste er bei einem anderen Turnier ein zweites 147er-Break erst durch einen Lochfehler bei der finalen Schwarzen.
Dieser positive Trend setzte sich in den anschließenden Spielzeiten fort. Fast immer erreichte er nun die Hauptrunden der Profiturniere und kam dort auch zumindest bis in die Runde der Letzten 32. Im Kalenderjahr 2004 erreichte er bei gleich drei Turnieren das Achtelfinale, namentlich bei der Snookerweltmeisterschaft, bei den British Open und bei der UK Championship. Bei der Weltmeisterschaft besiegte er überraschend Jimmy White in der Runde der Letzten 32. Zugleich war es das erste Mal seit 1991, dass er die WM-Hauptrunde erreichte. Ein Jahr vorher erreichte er bei der UK Championship sogar erstmals das Viertelfinale. Auf der Weltrangliste arbeitete er sich anschließend sukzessiv nach oben. Über Rang 36 stieg er 2004 mit Platz 21 in die Top 32 ein. Seinen Zenit auf der Weltrangliste erreichte Pinches 2005 mit Platz 18.

### Jahre der Konstanz in den unteren Top 64

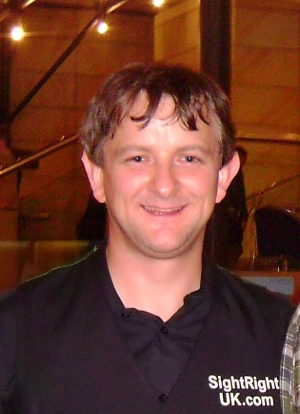
Pinches beim Paul Hunter Classic 2007

Obwohl er beim Grand Prix 2005 erneut das Viertelfinale eines Ranglistenturnieres erreichte, verschlechterten sich Pinches’ Ergebnisse danach wieder ein wenig. Nun schied er häufig entweder am Ende der Qualifikation oder zu Beginn der Hauptrunde aus, wenngleich er in unregelmäßigen Abständen auch in Achtelfinalen stand. Die früheren Niederlagen überwogen aber deutlich. Auf der Weltrangliste sorgten diese Resultate zunächst für ein Abrutschen, ehe sich Pinches in den 50er-Plätzen der Weltrangliste stabilisieren konnte. Mit Rang 57 belegte er 2010 dennoch seinen niedrigsten Rang zum Saisonende seit 2001.
Davon abgesehen nahm Pinches seit 2005 regelmäßig an europäischen Amateurturnieren teil, bei denen auch Profispieler teilnehmen konnte. Das gipfelte 2007 im Sieg beim Paul Hunter Classic und einer Finalniederlage gegen Michael Holt bei den Dutch Open. 2009 war Pinches einer der Spieler, die eine Abwahl von Rodney Walker als Chef der World Professional Billiards & Snooker Association und eine Wahl von Barry Hearn in ebenjene Position befürworteten, um den Snookersport zu reformieren. Pinches’ Seite siegte in beiden Abstimmungen.
Zu Beginn der 2010er-Jahre gelang dem Engländer ein kleines Comeback. Dies hatte vor allem mit der Einführung der Players Tour Championship als Teil der Hearn-Reformen zu tun, einer Serie von Profiturnieren mit sehr begrenztem Einfluss auf die Weltrangliste. Pinches freundete sich schnell mit der neuen Turnierserie an und erreichte während der Snooker-Saison 2010/11 bei mehreren PTC-Turnieren das Viertelfinale, zweimal sogar das Finale. Verlor er beim zweiten PTC-Turnier der Saison noch im Endspiel gegen Mark Selby, gewann er das vierte Event mit einem Finalsieg über Ronnie O’Sullivan. Zusätzlich zog er bei den PTC-Grand-Finals, die ein vollwertiges Ranglistenturnier waren, ins Achtelfinale ein. Insgesamt verbesserte er sich dadurch auf der Weltrangliste auf Rang 41, seine besten Platzierung seit 2007. Ferner hatte er in dieser Spielzeit auch wieder Erfolg bei nicht-professionellen Turnieren. Bei zwei sogenannten „Plate“-Turnieren der PTC, kleine Nebenevents der eigentlichen PTC-Turniere, erreichte er das Endspiel: Während er das der Brugge Open verlor, gewann er jenes des vierten PTC-Events. Wenig später gewann er auch die auf Amateurebene ausgetragenen Dutch Open.
Auch danach erzielte er vereinzelt gute Ergebnisse bei PTC-Turnieren. So erreichte er sowohl beim Kay Suzanne Memorial Cup 2013 als auch bei den Gdynia Open 2014 das Achtelfinale. Beim Snooker Shoot-Out 2013 hatte er zuvor sogar ein Viertelfinale erreicht. Das Turnier hatte jedoch keinen Einfluss auf die Weltrangliste. Bei den vollwertigen Ranglistenturnieren musste sich Pinches dagegen fast immer mit Qualifikationsniederlagen herumschlagen. Das war das wohl wichtigste Signal einer verschlechterten Form, welche sich auch auf der Weltrangliste bemerkbar machte. Pinches war nun vor allem in den 60ern platziert. Hatte er 2012 mit Rang 64 gerade so noch den Verlust des Profistatus verhindern können, reichte Rang 69 2014 nicht mehr aus; Pinches war nicht automatisch für die nächste Saison qualifiziert. Die Order of Merit der europäischen Turniere der Players Tour Championship 2013/14 verlängerte Pinches’ Profizeit aber direkt um zwei weitere Jahre.

### Kampf um den Profistatus
Ein Nachteil der verlorenen Direktqualifikation war, dass Pinches’ Weltranglistenkonto auf null gesetzt wurde, er also nicht die Preisgelder der vergangenen zwei Jahre als Reserve hatte. Vereinzelt gelangen dem Engländer zwar gute Ergebnisse – eine Achtelfinalteilnahme bei den Haining Open 2014, Teilnahmen an der Runde der Letzten 32 der Xuzhou Open 2015 und der Haining Open 2015 und eine Teilnahme an der finalen Qualifikationsrunde der Australian Goldfields Open 2014 –, doch Pinches gelang es nicht dieses Konto bis Mitte 2016 wieder ausreichend aufzufüllen, um erneut in die Top 64 zu kommen. Dieses Ziel verpasste er mit Rang 89 deutlich. Da auch andere Qualifikationswege nicht erreicht wurden, verlor er Mitte 2016 nach 18 durchgehenden Profijahren zum ersten Mal den Profistatus.

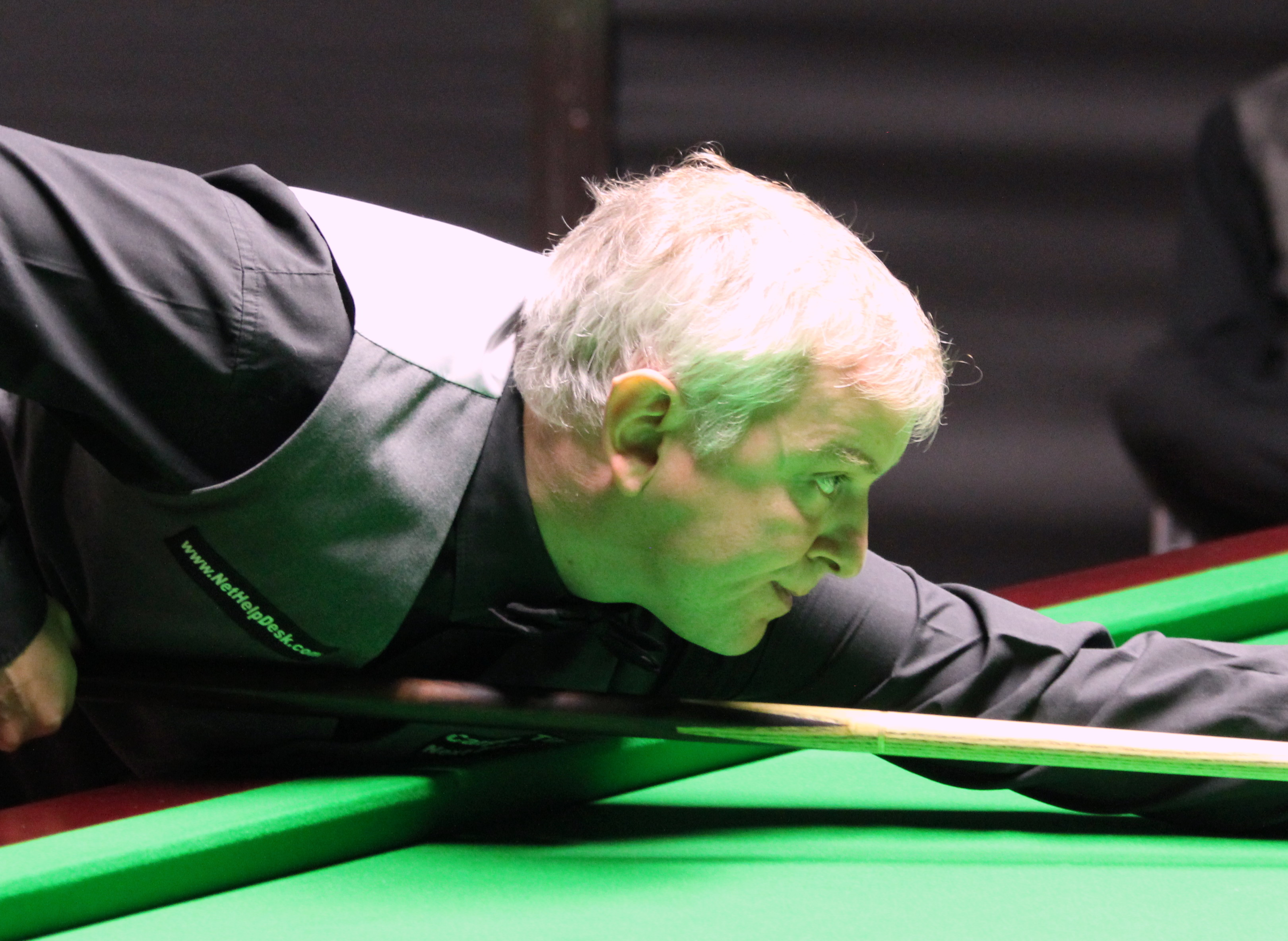
Pinches als Amateur beim Paul Hunter Classic 2016

Danach nahm er an verschiedenen Amateurturnieren teil, zunächst insbesondere an englischen, später auch an anderen Events. So verpasste er beim Paul Hunter Classic 2019 nur knapp den Sieg in der Amateurqualifikation und unterlag Julian Bojko. Daneben versuchte er sich über die Q School wieder für die Profitour zu qualifizieren. Trotz recht guter Ergebnisse gelang ihm dies nicht. Die Ergebnisse des Jahrgangs 2018 reichten aber für eine Teilnahme an der Challenge Tour 2018/19. Dort konnte er ein Event gewinnen und erzielte auch sonst gute Resultate. Einen der ausgelobten Qualifikationsplätze verpasste er aber auch hier. Zusätzlich nahm er am Paul Hunter Classic und den Gibraltar Open teil, den einzigen beiden Profiturniere, bei denen sich Amateure vorab für eine Teilnahme qualifizieren konnten. Schließlich gelang ihm 2019 im Rahmen des dritten Event der Q School doch noch die Rückkehr auf die Profitour.
Doch die nächsten beiden Saisons waren durchgehend von frühen Niederlagen bestimmt, meist sogar von Auftaktniederlagen. Nur ein einziges Mal, bei den Northern Ireland Open 2021, überstand er bei einem Turnier mehr als die erste Runde und erreichte die Runde der Letzten 32. Am Ende des Zweijahreszeitraums wurde Pinches nur auf Rang 100 der Weltrangliste geführt, womit er erneut die direkte Qualifikation für die nächste Saison verpasste. Diesmal schaffte er aber sofort die Rückkehr, erneut über die Q School. Pinches’ Form mit vielen Auftaktniederlagen setzte sich zunächst fort, wenngleich er beim German Masters 2022 erneut eine Runde der Letzten 32 erreichte. Bei der Weltmeisterschaft 2022 schied er in der zweiten Qualifikationsrunde gegen Joe O’Connor aus. Mit drei Unentschieden und einem Auftaktsieg sammelte er zu Beginn der Saison 2022/23 weitere Punkte, dann folgte eine Serie von meist sehr knappen Erstrundenniederlagen. Beim German Masters schlug er knapp Ben Mertens mit 5:4, verlor gegen den jungen Belgier aber gleich darauf bei den Welsh Open mit 0:4. Bei der Weltmeisterschaft konnte er zwar noch einmal zwei Runden überstehen, es reichte aber bei weitem nicht für den Erhalt des Profistatus. In der Q School schaffte er es anschließend im ersten Turnier bis ins Entscheidungsspiel, das er aber mit 3:4 gegen Alexander Ursenbacher verlor. Eine frühe Niederlage im zweiten Turnier besiegelte dann sein erneutes Touraus.
Seit Oktober 2017 nimmt Pinches auch an der World Seniors Tour teil; so erreichte er das Viertelfinale der World Seniors Championship 2021. Zwei Jahre zuvor hatte er das Finale des Senior Masters erreichte, aber gegen Joe Johnson verloren.

## Spielweise
Elliott West beschreibt Pinches als einen Spieler, der nicht aufgebe. Er sei jemand, der vieles über den Sport wisse und nichts mit sich anzufangen wüsste, wenn er nicht Snooker spielte. Bereits während seiner Amateurzeit habe er als „sehr gefährlich[er] und versiert[er]“ Spieler gegolten. Während seiner Profikarriere spielte er neben dem bereits oben erwähnten Maximum Break über 150 Century Breaks.

## Privates
Pinches wurde in Old Catton, einem Stadtteil von Norwich, geboren. Dort lebt er auch heute. Er ist großer Fan des lokalen Fußballvereins Norwich City. In Anlehnung an die Vereinsfarben von Norwich trägt Pinches bei Spielen regelmäßig gelb-grüne Westen. Ebenfalls angelehnt an die umgangssprachliche Bezeichnung des Vereins hat er den Spitznamen „The Canary“.
Pinches war spätestens Ende der 1990er verheiratet. Pinches’ Sohn Luke Pinches ist ebenfalls Snookerspieler. Trotz vieler Teilnahmen an wichtigen Amateurturnieren konnte er sich aber noch nicht für die Profitour qualifizieren. Beim ersten Q-School-Event 2018 trafen die beiden erstmals in einem Turnier aufeinander. Pinches senior siegte mit 4:1.

## Erfolge
| Ausgang         | Jahr | Turnier                                     | Finalgegner           | Ergebnis |
| --------------- | ---- | ------------------------------------------- | --------------------- | -------- |
| Amateurturniere |      |                                             |                       |          |
| Sieger          | 1986 | Englische U19-Meisterschaft                 | James Wattana         | 3:0      |
| Zweiter         | 1987 | Pontins Spring Open                         | Stefan Mazrocis       | 2:7      |
| Sieger          | 1988 | English Amateur Championship – South        | Steve Ventham         | 8:4      |
| Sieger          | 1988 | English Amateur Championship                | Craig Edwards         | 13:6     |
| Zweiter         | 1988 | IBSF-Snookerweltmeisterschaft               | James Wattana         | 8:11     |
| Sieger          | 1989 | English Amateur Championship – South        | Dave Finbow           | 8:3      |
| Zweiter         | 1989 | English Amateur Championship                | Nigel Bond            | 11:13    |
| Sieger          | 2007 | Paul Hunter Classic                         | Ken Doherty           | 4:0      |
| Zweiter         | 2007 | Dutch Open                                  | Michael Holt          | 4:6      |
| Zweiter         | 2010 | Brugge Open – Plate                         | Luca Brecel           | 2:3      |
| Sieger          | 2010 | Players Tour Championship – Event 4 – Plate | Mitchell Mann         | 3:0      |
| Sieger          | 2011 | Dutch Open                                  | Björn Haneveer        | 6:3      |
| Sieger          | 2018 | Challenge Tour 2018/19 – Event 3            | Jackson Page          | 3:2      |
| Zweiter         | 2019 | Senior Masters                              | Joe Johnson           | 1:2      |
| Sieger          | 2019 | Q School – Event 3                          | Long Zehuang          | 4:3      |
| Zweiter         | 2019 | Paul Hunter Classic 2019 – Qualifikation    | Julian Bojko          | 2:3      |
| Sieger          | 2021 | Q School – Event 2                          | Sanderson Lam         | 4:3      |
| Zweiter         | 2023 | Q School – Event 1                          | Alexander Ursenbacher | 3:4      |
| Profiturniere   |      |                                             |                       |          |
| Zweiter         | 1997 | WPBSA Qualifying School – Event 1           | Peter Lines           | 0:5      |
| Zweiter         | 2010 | Players Tour Championship 2010/11 – Event 2 | Mark Selby            | 3:4      |
| Sieger          | 2010 | Players Tour Championship 2010/11 – Event 4 | Ronnie O’Sullivan     | 4:3      |